# 尚州周氏
尚州周氏（サンジュジュし、しょうしゅうしゅうし、朝鮮語: 상주주씨）は、朝鮮の氏族の一つ。本貫は慶尚北道尚州市である。2015年の調査では、22,909人。 
始祖は、中国唐から新羅に帰化した周頤である。慶州周氏、綾州周氏、尚州周氏、天安周氏、鉄原周氏、草渓周氏はすべて中国唐から新羅に帰化した周頤から分派した同源分類である。

## 集姓村
- 慶尚南道陜川郡栗谷面文林里
- 慶尚南道咸安郡漆原面舞沂里
- 慶尚南道咸安郡漆西面武陵里
- 慶尚南道昌寧郡釜谷面魯里
- 慶尚北道聞慶市東魯面中坪里
- 全羅南道長興郡長興邑巾山里
- 平安北道博川郡両嘉面深台里[3]

## 参考
- “주씨(周氏) 본관(本貫) 상주(尙州)입니다.”. 한국족보출판사.  オリジナルの2022年9月20日時点におけるアーカイブ。
- 金光林 (2014年). “A Comparison of the Korean and Japanese Approaches to Foreign Family Names” (英語) (PDF). Journal of cultural interaction in East Asia (東アジア文化交渉学会).  オリジナルの2016年3月27日時点におけるアーカイブ。